# Mandaloriani
(Motto mandaloriano)
I mandaloriani sono una cultura e gruppo etnoreligioso dell'universo di Guerre stellari, unito da un credo comune e con una forte tradizione guerriera. Sono personaggi immaginari associati al pianeta Mandalore nel franchise di Guerre stellari creato da George Lucas.
Inizialmente concepiti per apparire ne L'Impero colpisce ancora come un gruppo di "super soldati" corazzati, l'idea si concretizzò poi su un singolo personaggio, il cacciatore di taglie Boba Fett. Sebbene il termine "mandaloriano" non venga mai usato nei film, la popolarità di Boba Fett ha ispirato un gran numero di opere sui mandaloriani nell'Universo espanso di Guerre stellari.
La serie televisiva di The Clone Wars introduce i mandaloriani come un popolo umano proveniente da Mandalore e dai mondi vicini con una forte tradizione guerriera. Personaggi guerrieri mandaloriani appaiono anche nella serie televisiva animata Rebels e nella serie televisiva live action The Mandalorian.

## Ideazione e sviluppo
Quando si stava sviluppando L'Impero colpisce ancora, era nata l'idea di una squadra di super-commando del sistema di Mandalore, dotata di armi incorporate nelle loro tute bianche.
Il prototipo del costume fu modificato per creare Boba Fett, e l'idea dei mandaloriani è stata accolta in forma testuale nel romanzo L'Impero colpisce ancora di Donald F. Glut. Nel romanzo, i mandaloriani erano diventati un gruppo di guerrieri malvagi sconfitti dai cavalieri Jedi durante le Guerre dei cloni.
La popolarità di Fett ha ispirato una grande quantità di letteratura dell'Universo Espanso, che presumeva che lui e suo padre fossero mandaloriani come l'armatura che indossava. Quando è arrivato il momento di presentare i mandaloriani nella seconda stagione di The Clone Wars, George Lucas e Dave Filoni hanno preso spunto da Mandalore dell'Universo Espanso e hanno deciso di mantenerne a grandi linee la storia. Gran parte della storia mandaloriana a cui hanno fatto riferimento è stata successivamente classificata nei Legends e non è più considerata canonica.
Filoni voleva dare al popolo mandaloriano un aspetto nordico. Il settore artistico di The Clone Wars ha esaminato l'armatura di Fett e ne ha riproposto l'aspetto squadrato, in particolare la forma a diamante sul pettorale, in ogni aspetto dell'estetica mandaloriana. Filoni e Lucas hanno ritenuto che dovesse essere chiarito che gli antichi mandaloriani erano un esercito, non una banda di guerrieri disordinati che indossavano armature personalizzate, così la Ronda della Morte avrebbe avuto un aspetto uniforme. La decisione ha al contempo fatto sì che l'armatura di Boba Fett restasse unica nel suo genere: Filoni avrebbe voluto mostrare che i Mandaloriani erano anche diventati mercenari e avevano fornito a Fett la sua insolita armatura. Quando la Ronda della Morte è riapparsa nella quarta stagione, in "Un amico in difficoltà", i personaggi hanno ricevuto una maggiore varietà di equipaggiamento, dando loro quello che Lucas ha descritto come un "feeling da gang di motociclisti".
The Clone Wars avrebbe dovuto rappresentare anche l'assedio di Mandalore. Henry Gilroy ha spiegato che Mandalore probabilmente era stata occupata dalla Repubblica, prima che si trasformasse nell'Impero, e ha ipotizzato che, a causa dell'importanza di Mandalore, probabilmente questa fosse una "occupazione morbida", con un leader fantoccio mandaloriano che governava il pianeta.
Star Wars Rebels ha confermato che una mandaloriana, di nome Bo-Katan Kryze, divenne reggente di Mandalore dopo l'assedio e fu deposta dall'imperatore Palpatine dopo la fine della Repubblica. L'assedio è stato successivamente rappresentato nella stagione finale di The Clone Wars su Disney+.
La struttura della società mandaloriana è stata descritta esplicitamente per la prima volta da Dave Filoni dopo l'uscita dell'episodio di Rebel "Il protettore di Concord Dawn"; la società mandaloriana è piramidale: ha un sovrano, grandi fazioni conosciute come casate e unità familiari (clan).

## Storia
Migliaia di anni prima delle guerre dei cloni, i mandaloriani erano una cultura di altissimo livello nella galassia, capace di entrare in guerra con i Jedi e la Vecchia Repubblica, fino a saccheggiarne il tempio su Coruscant. Una reliquia di questo saccheggio è la spada oscura di Tarre Vizsla. Questi mandaloriani che combattevano utilizzando spade laser erano chiamati "crociati".
La storia mandaloriana recente è indissolubilmente legata alle guerre civili che insorgono tra le varie famiglie e casate.
Dopo la prima Guerra Civile Mandaloriana (un evento cui non si ha quasi nessuna traccia nel Canone di Guerre stellari: si sa solo che Obi-Wan Kenobi e Qui-Gon Jinn erano stati assegnati in missione su Mandalore per proteggere la duchessa Satine Kryze), la società mandaloriana si divide tra i Nuovi Mandaloriani, guidati da Satine Kryze, che seguono una filosofia pacifica e neutrale, e i Vecchi Mandaloriani: rifiutando di abbandonare le tradizioni guerriere, questi ultimi vengono esiliati da Mandalore e si stabiliscono sulla luna Concordia, seguendo il leader Pre Vizsla.
Nel corso degli eventi narrati da The Clone Wars, con la seconda guerra civile mandaloriana, un clan dei Vecchi Mandaloriani, la Ronda della Morte, si frammenta dopo l'alleanza con Darth Maul: i fedeli a Maul (tra cui Gar Saxon e Rook Kast) formano il gruppo dei Super Commando; la sorella di Satine, Bo-Katan, guida il gruppo dei Gufi della Notte. Un altro gruppo della società mandaloriana è quello dei Protettori, guidato da Fenn Rau, protagonista delle vicende che portano alla Terza Guerra Civile Mandaloriana.
In seguito l'Impero Galattico occuperà Mandalore dopo la fine della guerra, fino a distruggerlo, un evento chiamato "Grande Purga". Dopo la Grande Purga, una tribù guidata dall'Armaiola, i Figli della Ronda, si nasconde in una grotta su Nevarro, permettendo di uscirne a un solo membro alla volta, per paura di compromettere la segretezza del gruppo. Quando la Gilda dei cacciatori di taglie perde il controllo di Nevarro, residui di truppe dell'Impero attaccano l'enclave mandaloriana, uccidendone molti membri; l'armaiola, superstite, incarica Din Djarin di riportare Grogu dai suoi simili. Durante questa missione egli incontra i Gufi della Notte e insieme riescono a recuperare la spada oscura.

### La guerra civile e le fazioni: vecchi e nuovi mandaloriani
Prima dell'invasione di Naboo (32 BBY), scoppiò una guerra civile per il controllo del sistema di Mandalore nell'Orlo esterno, combattuta su ideali in contrapposizione all'interno della società mandaloriana. Durante la guerra, l'Ordine Jedi inviò il Qui-Gon Jinn e Obi-Wan Kenobi, che trascorsero un anno a Mandalore per proteggere la duchessa Satyne Kryze mentre gli insorti tentavano di ucciderla usando cacciatori di taglie.
Alla fine della guerra civile, la società si divide in tre correnti: Vecchi Mandaloriani, Nuovi Mandaloriani e la Ronda della Morte. Satine Kryze governa su Mandalore ed i Nuovi Mandaloriani mentre gli altri clan vengono esiliati su Concordia.
I Nuovi Mandaloriani controllano il sistema di Mandalore; essi attribuiscono grande importanza alle virtù del pacifismo, della neutralità e della nonviolenza, piuttosto che all'abilità marziale e alla forza militare come fanno gli Antichi Mandaloriani. Guidati dalla duchessa di Mandalore fino al colpo di Stato del 19 BBY, i loro ideali pacifisti sono contrastati dalla Ronda della Morte, che cerca di riportare il popolo mandaloriano alla società marziale dei loro antenati. Sebbene i Nuovi Mandaloriani rifiutino i vecchi modi, la loro capitale Sundari mostra murales delle loro imprese durante le loro guerre con l'Ordine Jedi.
Alcuni mandaloriani esiliati si riorganizzano e formato il gruppo scissionista della Ronda della Morte, che si oppone al governo pacifista mandaloriano e desidera ripristinare la cultura bellica di Mandalore. Sono segretamente guidati dal governatore di Concordia, Pre Vizsla, e dalla sorella della duchessa Satine, Bo-Katan Kryze.
I Vecchi Mandaloriani esiliati da Mandalore, a differenza della Ronda della Morte, non cercano vendetta sui Nuovi Mandaloriani. Si trasferiscono in altre parti della galassia e lavorano come cacciatori di taglie, mercenari e altre professioni, mantenendo la loro tradizione di guerrieri.

## Società e caratteristiche

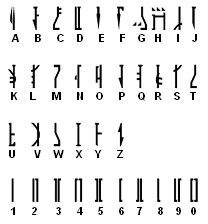
L'alfabeto mando'a.

La società mandaloriana è divisa in clan in continuo conflitto tra di loro; nella loro tradizione il rispetto e la legittimazione della supremazia si ottengono attraverso gli scontri. Sotto il governo della duchessa Satine Kryze e dei Nuovi Mandaloriani, durante le guerre dei cloni, i mandaloriani hanno dismesso il loro stile marziale ma mantengono una forza di polizia e un servizio segreto.
Solitamente di razza umana, non è necessario appartenere a una specie precisa: l'unico requisito è seguire il Credo Mandaloriano. La lingua dei mandaloriani è il mando'a (detta anche solo "mandaloriano"), oltre al Basic Galattico.
La struttura del clan mandaloriani è piramidale, con un sovrano, chiamato col titolo di Mand'alor o Mandalore; i protettori o guardie reali, un gruppo di guerrieri d'élite, mantengono l'ordine ed equilibrio nella società, che si organizza in casate.
La casata è una fazione politica che raggruppa diversi clan; tre di queste erano le casate Kryze, Vizsla e Kast. Le casate più importanti fanno rapporto al Manda'lor. Le famiglie sono chiamate clan, e ogni clan afferisce a una particolare casata o fazione politica; ad esempio, i membri del clan Wren sono alleati della casata Vizsla. Altri clan sono i clan Awaud, Eldar, Kryze, Rook, Saxon, Vizsla e Mudhorn. I membri della Guardia Mandaloriana vengono reclutati da ogni clan.
Le loro caratteristiche armature si tramandano di generazione in generazione, per trasmettere il ricordo delle battaglie combattute dai mandaloriani che li indossavano. L'armatura di Sabine Wren fu costruita più di cinque secoli prima della battaglia di Yavin.
Il cubismo è un movimento artistico popolare tra i mandaloriani durante le guerre dei cloni; dopo la guerra, i dipinti che l'avevano raffigurata sono usati per promuoverla e glorificarla. Un murale cubista raffigurante i crociati che combattevano contro i Jedi fu realizzato sotto il balcone della sala del trono, all'esterno del palazzo reale, affacciato sulla piazza principale di Sundari; un murale simile, con un crociato che uccide un Jedi mentre schiva un colpo di blaster, si trovava nella sala da pranzo del complesso governativo sulla luna Concordia.
Diversi stendardi mandaloriani decorano l'ingresso del castello di Maz Kanata sul pianeta Takodana.

### Le casate
La casata Kast ha come stemma un serpente vexis arrotolato; il clan Rook fa parte di questa casata.
La casata Kryze durante le Guerre dei Cloni era sotto la guida della duchessa Satine Kryze, che guidava il governo dei Nuovi Mandaloriani, fino a quando non fu rovesciata dalla Ronda della Morte di Pre Vizsla, con l'aiuto sotto copertura del Collettivo Ombra. Satine viene giustiziata da Darth Maul come vendetta contro il suo nemico, il maestro Jedi Obi-Wan Kenobi, dato il suo interesse amoroso verso Satine, e la leadership della casata Kryze passa così a sua sorella Bo-Katan Kryze. Dopo averla aiutata nel cacciare Maul e la sua squadra da Mandalore, i Jedi proclamano Bo-Katan reggente del pianeta; tuttavia, il suo governo termina quando ella si rifiuta di sottomettere Mandalore all'autorità del nuovo Impero Galattico e viene tradita dal clan Saxon, che la depone in cambio di essere nominati nuovi governanti del pianeta dall'Impero. Bo-Katan e la sua squadra, i Gufi della Notte, si schierano con l'Alleanza Ribelle per liberare il pianeta.
La casata Vizsla è guidata dal clan Vizsla, alleata con i clan Wren e Saxon. La Casata Vizsla è stata al centro di vari conflitti nella storia mandaloriana, inclusa l'unificazione di Mandalore dopo la morte di Tarre Vizsla (il creatore della spada oscura), la guerra civile durante le Guerre dei Cloni e un'altra guerra civile durante l'era imperiale. Durante la caduta della Vecchia Repubblica, i membri della casata Vizsla hanno rubato la spada oscura di Tarre Vizsla dal tempio Jedi; con la darksaber come simbolo del potere, la casata Vizsla è riuscita a conquistare e unificare tutta Mandalore. Dopo la guerra civile mandaloriana, il capo della casata e del clan Vizsla, Pre Vizsla, diventa governatore di Concordia, una luna del pianeta. Pur sostenendo pubblicamente il governo pacifista dei Nuovi Mandaloriani sotto la duchessa Satine Kryze, Vizsla guida segretamente la Ronda della Morte in un'alleanza segreta con la Confederazione dei Sistemi Indipendenti del Conte Dooku. Durante il regno dell'Impero Galattico, la casata Vizsla si schiera con l'Impero, nella speranza di ottenere più potere sotto la guida del Viceré Imperiale Gar Saxon del clan Saxon.

### I clan
Il clan Awaud ha origine durante le guerre dei cloni, è una fazione separatista che faceva parte degli Antichi Mandaloriani ed è basato sul porto di Vlemoth. Fu guidato dal capotribù Nam Beroya fino alla sua presunta morte, e gli successe la figlia adottiva, Vera Beroya. Il Clan Awaud si allea con gli abitanti della Fonderia Quattro su Xorrn e con i simpatizzanti dell'Alleanza per restaurare la Repubblica, e combatte contro l'Impero Galattico nella Battaglia di Xorrn.
Il clan Eldar è attivo durante il regno dell'Impero Galattico. Nell'1 BBY, durante la guerra civile mandaloriana, dopo una missione intrapresa dai clan Wren e Kryze e dai membri dell'Alleanza Ribelle, il clan Eldar si allea con Bo-Katan Kryze insieme ad altri clan, diventando così parte della Resistenza mandaloriana contro l'Impero Galattico. Il clan Eldar è composto da guerrieri con armature con combinazioni di colori nero, verde scuro e arancione.
Il clan Kryze fa parte della casata Kryze. Durante l'era imperiale, è un gruppo di guerrieri guidati da Bo-Katan Kryze.
Il clan Rook è attivo durante il regno dell'Impero Galattico ed è vassallo della casata Kast. Lo stemma è quello della casata Kast, un vexis arrotolato. Nell'1 BBY, si allea a Bo-Katan Kryze insieme ad altri clan, unendosi alla resistenza mandaloriana contro l'Impero Galattico. Il clan Rook è composto da guerrieri che indossano armature con combinazioni di colori viola, giallo e argento.

#### Il clan Saxon
Il clan Saxon è un clan della casata Vizsla. Guidati da Gar Saxon, controlla il pianeta Mandalore con il supporto dell'Impero Galattico.
Quando Gar Saxon muore, ucciso da Ursa Wren, scoppia una guerra civile tra il clan Saxon e il clan Wren. Oltre all'inimicizia con il clan Wren, il clan Saxon si è guadagnato l'ira della casata Kryze, dopo averli traditi e deposti a favore dell'Impero. Un certo numero di Mandaloriani, in particolare Fenn Rau e Sabine Wren, considerano il clan Saxon un traditore di Mandalore, avendo venduto il loro pianeta a un potere esterno e tradito Bo-Katan Kryze, che molti vedevano come il legittimo sovrano di Mandalore.
Dopo la morte di Gar su Krownest, suo fratello Tiber Saxon assume la sua posizione di governatore e guida il conflitto con il clan Wren e i Gufi della Notte.

#### Il clan Vizsla
Il clan Vizsla è attivo durante il periodo della Repubblica Galattica e dell'Impero Galattico. L'antico emblema del clan era un falco shriek stilizzato ( jai'galaar in mando'a), che viene adottato dall'intera Ronda della Morte. Al tempo della Guerra Civile Galattica, i guerrieri Vizsla utilizzano un emblema diverso, che rappresenta un ramo fiorito.
Il Clan Vizsla si è formato prima della fondazione della moderna Repubblica Galattica; Tarre Vizsla entrò nell'Ordine Jedi, il primo Mandaloriano a farlo. Come Jedi, Tarre creò la darksaber, un'esclusiva spada laser di colore nero che divenne il simbolo della leadership della casata Vizsla; alla fine, Tarre divenne Mand'alor. Dopo la morte di Tarre, la spada oscura vien stata conservata nel tempio Jedi fino a quando non viene rubata da membri della casata Vizsla durante la caduta dell'Antica Repubblica. I membri della casata Vizsla usano la darksaber per unificare il popolo e sconfiggere coloro che si oppongono, permettendo loro di governare tutta Mandalore.
Molti anni dopo, dopo la fine della Guerra Civile Mandaloriana, i guerrieri mandaloriani sono esiliati sulla luna di Concordia. I sopravvissuti si raggruppano e si radunano segretamente sotto il governatore di Concordia, Pre Vizsla, assumendo il nome di Ronda della Morte, che durante le guerre dei cloni si oppone al governo pacifista dei Nuovi Mandaloriani e al suo leader, la duchessa Satine Kryze. All'inizio delle guerre dei cloni, Pre Vizsla e la Ronda della Morte si erano alleati con il Conte Dooku, leader della Confederazione dei Sistemi Indipendenti che combatteva contro la Repubblica Galattica: dopo un bombardamento del Memorial Shrine a Sundari, la capitale di Mandalore, e la successiva fuga su Concordia, Pre Vizsla e la sua organizzazione vengono smascherati e costretti a ritirarsi.
Con la Confederazione, la Ronda della Morte e Pre Vizsla tentano di orchestrare un'occupazione repubblicana di Mandalore, in modo che Pre Vizsla e la Ronda della Morte possano entrare per liberare il pianeta, e quindi sollevare la duchessa Satine dal potere. Fallito il colpo di Stato, Pre Vizsla e Dooku hanno uno scontro che porta la Ronda e la Confederazione a interrompere i legami. Alla fine, la Ronda si sposta su Carlac, dove soggioga la popolazione locale dei Ming Po ed entra in contatto con Lux Bonteri nel tentativo di assassinare Dooku; la Jedi padawan Ahsoka Tano, che era con Bonteri, viene scoperta e dopo uno scontro lo aiuta a sconfiggerli.
Nel 19 BBY, Pre Vizsla e la Ronda della Morte si imbattono in una capsula di salvataggio contenente Darth Maul e suo fratello e apprendista Sith, Savage Opress, che vengono salvati e portati a Zanbar. I due accettano un'alleanza per abbattere la duchessa Satine e cercare vendetta contro Obi-Wan Kenobi: si recano tutti a Mustafar e ingaggiano il Sole Nero dopo aver ucciso i loro consiglieri al potere. Anche il sindacato Pyke si unisce a loro dopo aver saputo della loro mossa per costruire un esercito. Dopo una missione a Nal Hutta e un attacco al palazzo di Jabba, il cartello degli Hutt si unisce a Pre Vizsla e agli altri, formando il Collettivo Ombra. Con un esercito e le risorse necessarie per sostenere una guerra senza il controllo della Repubblica Galattica, Maul rivela a Pre Vizsla che avrebbe iniziato a gestire una rete criminale. Bo-Katan Kryze, luogotenente di Pre Vizsla, espone le sue preoccupazioni sul fatto che non ci si possa fidare di Maul e Opress, ma Vizsla le assicura che essi sarebbero morti insieme alla duchessa Satine. La duchessa Satine viene catturata e rimossa dal potere da Pre Vizsla, che si dichiara Primo Ministro e Mand'alor; Darth Maul e Opress, traditi, vengono imprigionati, ma riescono a liberarsi e prendono sotto la propria prortezione l'ex primo ministro Almec. Maul poi sfida Vizsla per il ruolo di leader di Mandalore e della Ronda della Morte, trionfando su Vizsla e decapitandolo.
Bo-Katan e altri membri della Ronda si rifiutano di riconoscere Darth Maul e avviano la resistenza di Mandalore, innescando un'altra guerra civile mandaloriana. Alla fine, la Repubblica Galattica invade Mandalore e Maul è rimosso dal potere; Bo-Katan viene posta come reggente del pianeta; viene rimossa dal potere dall'Impero durante la sua occupazione di Mandalore. Dopo una missione a Mandalore da parte dei membri del clan Wren e Kryze, il governatore Tiber Saxon viene ucciso e Bo-Katan diventa la nuova Mand'alor, ottenendo il sostegno degli altri clan.

#### Il clan Wren
Il clan Wren è un clan mandaloriano vassallo della casata Vizsla, guidato durante l'era imperiale dalla contessa Ursa Wren, che risiedeva sul pianeta Krownest, e composto da suo marito Alrich Wren, dal loro figlio Tristan e dalla loro figlia Sabine Wren e da guerrieri mandaloriani.
Sabine Wren era una cadetta all'Accademia Imperiale di Mandalore; quando ella si dichiara contro l'Impero, la sua famiglia si schiera con l'Impero, etichettandola come traditrice e rinnegandola. Sabine quindi fugge dall'Accademia Imperiale, diventando una cacciatrice di taglie ed entra nella cellula ribelle Spectres. Per garantire la lealtà della famiglia, il governatore Gar Saxon imprigiona Alrich Wren come ostaggio. Tristan Wren, il fratello minore di Sabine, serve nel plotone d'élite dei Super Commandos Imperiali per dimostrare la lealtà della sua famiglia al clan Saxon e all'Impero, e quindi mantenere parte della sua influenza politica.
Nel 2 BBY Kanan Jarrus convince Sabine a prendere potere della spada oscura, e lei così torna alla casa della sua famiglia su Krownest, cercando di riparare la sua relazione con la madre, mentre Kanan ed Ezra Bridger cercano di convincere il clan Wren ad aiutare la ribellione, ma Gar Saxon ordina ai Super Commandos Imperiali di distruggere il clan Wren. Il clan Wren sconfigge i Super Commandos con l'aiuto dei ribelli e di Rau e la morte di Saxon innesca una guerra civile tra i clan Mandaloriani. Al momento della battaglia di Atollon, il clan Wren aveva perso terreno contro il clan Saxon e i suoi sostenitori imperiali. Le forze del clan Wren riescono a distruggere uno star destroyer di classe Interdictor, consentendo ai resti dello Squadrone Phoenix di fuggire su Yavin IV: così, il clan Wren ottiene i favori di Hera Syndulla e dell'Alleanza Ribelle.
Nell'1 BBY, il Clan Wren e i membri degli Spectres prendono parte a una missione per salvare Alrich Wren dalla prigione imperiale. Dopo il combattimento, Sabine convince Bo-Katan a prendere la spada oscura e guidare i clan Mandaloriani e il clan Wren si unisce agli altri clan mandaloriani nel giurare fedeltà a Bo-Katan.

### Religione e simbologia

#### L'armatura mandaloriana
L'armatura mandaloriana ha guadagnato una reputazione leggendaria, temuta in tutta la galassia ed è visivamente distintiva, grazie a piastre combinate a nido d'ape ed elmi che ricordano i kranos corinzi, interamente realizzata in beskar, un metallo estremamente resistente ma abbastanza malleabile da poter essere forgiato.
Un'antica tradizione e parte vitale della cultura mandaloriana è forgiare il beskar in un'armatura, operazione eseguita dagli armaioli.
I mandaloriani sono equipaggiati anche con armi e strumenti progettati per combattere le abilità dei Jedi, come il jetpack Z-6, stivali magnetizzati, visori tattici e guanti armati. Alcune di queste armi non solo servono a combattere, ma imitano le abilità Jedi: ad esempio i loro repulsori sonori montati sul polso respingono gli oggetti, come si può fare attraverso la Forza.
I guerrieri mandaloriani sono addestrati al combattimento avanzato grazie alle loro numerose guerre, che risalgono fino a prima della Repubblica; fu solo durante i loro conflitti con i Jedi che svilupparono il loro stile di combattimento caratteristico, un misto di tecniche corpo a corpo e a distanza.

#### La Via di Mandalore
(Giuramento dei mandaloriani)
La Via di Mandalore era la religione seguita dai primi mandaloriani; i Figli della Ronda erano una setta mandaloriana che, al tempo della Nuova Repubblica, seguiva la Via e cercava di ristabilire la religione, che da allora si era persa nella società mandaloriana comune ed era considerata obsoleta. I mandaloriani non appartenenti a questo credo trattavano i membri della Ronda con disprezzo; a loro volta, i membri della Ronda li consideravano come non veri mandaloriani. La Via viene seguita alcuni clan mandaloriani, di cui uno è conosciuto semplicemente come "la Tribù", che durante l'era della Nuova Repubblica si stabilisce in sotterranei nascosti su Nevarro.
La Via di Mandalore predicava la protezione dei compagni mandaloriani e di coprire il proprio viso in ogni momento; l'ideologia del culto affermava che se un mandaloriano si fosse tolto l'elmo di fronte a un altro essere vivente, non avrebbe più potuto indossarlo. «Questa è la via» è il motto e il credo della Tribù.
In The Mandalorian, quando il cacciatore di taglie Din Djarin ha un alterco con Paz Vizsla che lo accusa di essere un codardo per aver usato il beskar imperiale per creare la sua armatura, l'Armaiola ferma il combattimento ricordando loro la Via di Mandalore. Successivamente, i membri della tribù proteggono Djarin dai membri della Gilda dei cacciatori di taglie quando egli ne infrange il Codice per salvare Grogu, aiutandolo in quanto compagno mandaloriano che segue la Via, sebbene rivelarsi così apertamente li avrebbe costretti a spostarsi per rimanere nascosti.

#### Il mitosauro
Il mitosauro è un animale leggendario, simile a un drago, il cui teschio è uno dei simboli mandaloriani più conosciuti; la tradizione narra che nell'antichità i mandaloriani fossero capaci di domarlo e cavalcarlo.
Di dimensioni enormi, paragonabili a quelli di un piccolo paese, i mitosauri hanno dominato il loro pianeta fino all'arrivo delle società mandaloriane arcaiche che li massacrarono e portarono all'estinzione. Il cranio di un mitosauro presenta grandi corna rivolte verso il basso, incurvate verso l'interno, e orbite oblique.

#### Il beskar
Le armature mandaloriane sono forgiate in beskar, un metallo quasi impenetrabile che può resistere ai colpi di blaster, e anche ai colpi delle spade laser che ha reso la classe dei guerrieri difficile da sconfiggere. Ritenuto di legittima proprietà del popolo mandaloriano, dopo la caduta dell'Impero il beskar diventa più difficile da trovare.

## Star Wars Legends

### Storia nell'Universo espanso
Nell'universo espanso, si dice che originariamente la razza mandaloriana era composta da individui simili a umani, chiamati taung, che avevano una pelle di colore grigio e occhi gialli, provenienti da Coruscant. Con il tempo più razze si aggregarono ai taung, tra cui umani, twi'lek e molti altri, e i guerrieri si denominarono mandaloriani in onore della colonia planetaria Mandalore. In seguito i mandaloriani originali taung si estinsero e l'aggettivo mandaloriano rimase per indicare la cultura, che si tramandò nella maggiore componente umana del gruppo.

#### Gli inizi (circa 7.000 BBY) e le vecchie guerre Sith (4.000 - 3.960 BBY)
Originalmente i clan mandaloriani erano taung da Coruscant, comandati da Mandalore il Primo. Conquistarono un pianeta dell'anello esterno che chiamarono Mandalore in onore del loro leader. I taung presero il nome di mandaloriani. Durante la grande guerra Sith nel 4.000 BBY i mandaloriani cercarono di espandersi e divennero famosi e temuti nella galassia.
Tremila anni dopo la conquista di Mandalore i mandaloriani cercarono un nemico degno di essere sfidato. I clan mandaloriani si allearono con i Sith dopo che il leader Mandalore l'Indomabile venne sconfitto dal Jedi Oscuro Ulic Qel-Droma. Il capo Mandalore giurò fedeltà ai Sith dichiarando guerra alla Repubblica Galattica e attirando un pericoloso nemico, i Jedi.
I Neo-Crusader erano comandati da Mandalore il Definitivo e cominciarono così le guerre mandaloriane. L'armatura dei Neo-Crusader era più avanzata delle vecchie armature. Vi erano diversi colori: il soldato generico indossava una armatura blu, il sergente aveva il colore verde, il capitano il colore rosso, e altri il colore giallo. Canderous Ordo, che sarebbe diventato il Mandalore del clan Ordo, indossava una armatura di foggia unica, argentata e nera.
Dopo la sconfitta nelle guerre mandaloriane per mano dei Jedi Revan e Malak, i mandaloriani andarono incontro a un lungo declino. Revan distrusse le armi e i droidi, e forzò i clan a ritirarsi nell'anello esterno. Alcuni mandaloriani cominciarono a diventare pirati, briganti e mercenari. Canderous Ordo assistette Revan contro Darth Malak durante la guerra civile Jedi e assunse il ruolo di Mandalore portando alcuni mandaloriani rimasti su Dxun. Inoltre aiutò Meetra Surik durante l'abbordaggio al Ravager per sconfiggere il signore dei Sith Darth Nihilus.

#### Le nuove guerre Sith (1.000 BBY)
Durante le nuove guerre Sith i mandaloriani dichiararono guerra sia ai Jedi che ai Sith. Si opposero al signore oscuro chiamato Dark Underlord, e tempo dopo almeno un gruppo di mandaloriani combatterono nelle battaglie di Ruusan. Con la fine della guerra e l'inizio di una pace duratura i mandaloriani cominciarono a dimenticare la loro natura bellica e in un secolo cominciarono a diventare mercenari organizzati in piccoli clan indipendenti.

#### La guerra civile mandaloriana (circa 100 BBY)
Circa un secolo prima della battaglia di Yavin, il leader dei mandaloriani venne ucciso da un cacciatore di taglie, Durge. In questo periodo si sviluppò uno scisma interno: un gruppo, chiamato Mandalorian Death Watch, si rivoltò contro il capo Jaster Mereel, che comandava la fazione principale dei mandaloriani. La guerra si protrasse fino al mondo di Concord Dawn. Jaster sfuggì a un attentato grazie al giovane orfano Jango Fett. In seguito Jaster venne tradito dal compagno Montross e venne ucciso in battaglia. Jango prese quindi il comando diventando Mandalore, ricevendo il disprezzo di Montross perché Jango era ancora un giovane ragazzo. I mandaloriani incontrarono la loro fine nella battaglia di Galidraan, dove un gruppo di Jedi comandati dal Conte Dooku uccise tutti i componenti, eccetto Jango che riuscì a fuggire.

#### Rinascita dei mandaloriani
Dopo questo disastro i mandaloriani cessarono di avere importanza nella galassia. Gruppi isolati sopravvivevano ancora su Mandalore, e Jango Fett divenne la base per creare una grande armata al servizio della Repubblica Galattica su Kamino. Un clone trooper, chiamato Alpha-02, finì per ribellarsi e per cambiare per sempre i mandaloriani.
Attraverso qualche errore della tecnologia kaminoana, Alpha-02 trovò registrate nella sua testa le memorie di Jango Fett. Andò su Mandalore e cominciò a ricostruire le armate di guerrieri dai soldati di forze locali. Alpha-02 divenne Mandalore il Risorgente, portando i mandaloriani contro la Confederazione dei Sistemi Indipendenti. Tra le sue truppe vi erano Tobbi Dala e il futuro Mandalore Fenn Shysa, ed entrambi credevano che Alpha-02 fosse Boba Fett, un clone non alterato di Jango. Trent'anni dopo la battaglia di Endor, i mandaloriani vennero comandati da Boba Fett che aveva preso il posto di Fenn come Mandalore. Durante la guerra degli yuuzhan vong, Fett condusse la sua armata contro gli alieni invasori nella battaglia di Mandalore.

### Mandalore
Mandalore (Mand'alor in Mando'a) era il titolo del capo dei mandaloriani. A volte riferitosi anche come Lord Mandalore, l'uso di Lord è decaduto dopo le Guerre mandaloriane.

#### Lista di Mandalore
- Mandalore il Primo, circa 7.000 BBY (probabilmente una figura mitica)
- Mandalore l'Indomabile, ? - 3.996 BBY
- Mandalore l'Ultimato, 3.996-3.960 BBY
- Mandalore sconosciuto, circa 3.957 BBY
- Canderous Ordo, circa 3.951 BBY
- Ung Kusp, circa 1.500 BBY
- Un Mandalore sconosciuto ucciso da Durge in 100 BBY
- Jaster Mereel, 60-52 BBY
- Jango Fett, 52-34 BBY
- Mandalore il Risorgente (Alpha-Ø2 o "Spar"), 21 BBY-5 ABY
- Fenn Shysa, 5-23 ABY
- Boba Fett, 23 BBY-?
- Sabine Wren
- Din Djarin